# Anna Mochalska
Anna Maria Mochalska (ur. 1992 w Bydgoszczy) – polska poetka, krytyczka literacka
Autorka czterech książek poetyckich. W 2017 nominowana w Konkursie im. Klemensa Janickiego za projekt tomu Same głosy. W tym samym roku została finalistką projektu Biura Literackiego „Po debiucie”. W 2019 nominowana do Orfeusza - Nagrody Poetyckiej im. K.I. Gałczyńskiego za tom Same głosy. Publikowała m.in. w biBLiotece, 2Miesięczniku, Salonie Literackim, Twórczości, Wakacie.  
Mieszka w Bydgoszczy. 

## Twórczość
- Okno na świat (Zielona Góra 2012) - arkusz poetycki
- syndrom obcej ręki (Stowarzyszenie Salon Literacki, Warszawa 2014)
- Same głosy (Wydawnictwo Kwadratura, Łódź 2018)
- Nie mam pytań (Stowarzyszenie Pisarzy Polskich o/Łódź, Łódź 2020)[4]